# Microcebus marohita
Microcebus marohita  (лат.) — вид мышиных лемуров. Эндемик Мадагаскара. Был впервые обнаружен в 2003 году в восточной части острова и описан в 2013 году, вместе с другим представителем мышиных лемуров, Microcebus tanosi. Являются одним из самых крупных представителей своего рода, встречается в тех же районах, что и Microcebus lehilahytsara, Microcebus simmonsi и Microcebus rufus, при этом все четыре вида очень похожи внешне.

## Классификация
Первые образцы Microcebus marohita были собраны в 2003 году. Тогда были пойманы три особи в лесу Марохита, что в провинции Туамасина в восточном Мадагаскаре. Формально вид был описан лишь в 2013 году вместе с другим мышиным лемуром, Microcebus tanosi). Голотип был пойман 2 декабря 2003 года. Видовое название происходит от топонима marohita.
Несмотря на то, что ареал этого примата пересекается с ареалом M. lehilahytsara, M. simmonsi и M. rufus, исследования показали, что обмена генами между этими четырьмя симпатричными видами не наблюдается.

## Описание
Шерсть на спине красновато-коричневая, по хребту тянется чёрная полоса. На брюхе и груди шерсть серая, подшёрсток тёмно-серый. Длина тела от 275 до 286 мм, длина хвоста от 133 до 145 см. Уши короткие, длиной около 18 мм. Задние конечности сравнительно длинные, в среднем 35 мм. Это, возможно, самый крупный мышиный лемур, вес его достигает 89 грамм. Самки весят на 20 % больше, чем самки других, считавшихся ранее крупнейшими, видов мышиных лемуров.

## Распространение
Встречаются лишь в восточной части Мадагаскара в лесах Марохита.

## Статус популяции
Международный союз охраны природы присвоил виду охранный статус «На грани исчезновения». Основная угроза популяции — разрушение среды обитания.